# Hunter (Nevada)
Hunter é uma cidade fantasma no condado de Elko, nos Estados Unidos. 

## História
Em 1871 foram descobertos chumbo e prata nas proximidades de Hunter. Em 1877 abriu naquela localidade uma estação de correios. . Naqueles tempos, Hunter tinha seis saloons, uma ferraria, restaurantes, duas lojas e 40-50 casas. A exploração mineira foi suspensa em 1884, mas foi reiniciada em 1905. Em 1872, as minas em Hunter produziam 208.000 dólares em minério. Todavia, o distrito mineiro de Hunter tinha de pagar um imposto.. Outras minas foram descobertas nas proximidades atraíram muita atenção, levando a uma subida da população para 80 habitantes em 1877. Nessa época, Hunter tinha 40 casas, restaurantes, restaurantes, vários saloons e um posto de correios. Os inícios do século 20, marcaram o princípio do fim da cidade de Hunter. Na atualidade, apenas algumas ruínas de fundições assinalam o local da antiga localidade.